# Dameserien 2018
La Dameserien 2018 è la 4ª edizione del campionato di football americano femminile di primo livello, organizzato dalla NAIF.
Il campionato è stato ristrutturato prima dell'avvio.

## Squadre partecipanti
| Club                 | Città      | Stadio | Sponsor ufficiale | Risultato nella stagione 2017 |
| -------------------- | ---------- | ------ | ----------------- | ----------------------------- |
| Copenhagen Tomahawks | Copenaghen |        |                   |                               |
| Haugesund Hurricanes | Haugesund  |        |                   |                               |
| ( Kolbotn Hunters)   | Oppegård   |        |                   |                               |
| Vålerenga Trolls     | Oslo       |        |                   |                               |

## Prima versione

### Stagione regolare

#### Calendario

##### 1ª giornata
| Oslo 25 agosto 2018, ore 15:00 | Vålerenga Trolls | – | Haugesund Hurricanes | Frogner Stadion |

##### 2ª giornata
| Sofiemyr 8 settembre 2018, ore 14:00 | Kolbotn Hunters | – | Haugesund Hurricanes |  |

##### 3ª giornata
| Oslo 16 settembre 2018, ore 14:00 | Vålerenga Trolls | – | Kolbotn Hunters | Frogner Stadion |

##### 4ª giornata
| Sofiemyr 23 settembre 2018, ore 15:00 | Kolbotn Hunters | – | Vålerenga Trolls |  |

##### 5ª giornata
| Haugesund 29 settembre 2018, ore 15:00 | Haugesund Hurricanes | – | Vålerenga Trolls | Gymnasbane 7 |

##### 6ª giornata
| Haugesund 6 ottobre 2018, ore 14:00 | Haugesund Hurricanes | – | Kolbotn Hunters | Gymnasbane 7 |

#### Classifica
La classifica è la seguente:
- PCT = percentuale di vittorie, G = partite giocate, V = partite vinte,  P = partite perse, PF = punti fatti, PS = punti subiti

| Pos. | Squadra              | PCT  | G | V | N | P | PF | PS |
| ---- | -------------------- | ---- | - | - | - | - | -- | -- |
| 1    | Haugesund Hurricanes | .000 | 0 | 0 | 0 | 0 | 0  | 0  |
| 2    | Kolbotn Hunters      | .000 | 0 | 0 | 0 | 0 | 0  | 0  |
| 3    | Vålerenga Trolls     | .000 | 0 | 0 | 0 | 0 | 0  | 0  |

## Versione definitiva

### Stagione regolare

#### Calendario

##### 1ª giornata
La giornata avrebbe dovuto eesere disputata a Haugesund il 22 settembre, ma è stata annullata per maltempo.

##### 2ª giornata
| Oslo 13 ottobre 2018, ore 12:00 | Vålerenga Trolls | ? – ? | Haugesund Hurricanes | Frogner Stadion |

| Oslo 13 ottobre 2018, ore 13:30 | Haugesund Hurricanes | p – v | Copenhagen Tomahawks | Frogner Parken |

| Oslo 13 ottobre 2018, ore 14:30 | Copenhagen Tomahawks | 72 – 24 | Vålerenga Trolls | Frogner Parken |

#### Classifica
La classifica è la seguente:
- PCT = percentuale di vittorie, G = partite giocate, V = partite vinte,  P = partite perse, PF = punti fatti, PS = punti subiti

| Pos. | Squadra              | PCT  | G | V | N | P | PF | PS |
| ---- | -------------------- | ---- | - | - | - | - | -- | -- |
| 1    | Copenhagen Tomahawks | .000 | 0 | 0 | 0 | 0 | 0  | 0  |
| 2    | Haugesund Hurricanes | .000 | 0 | 0 | 0 | 0 | 0  | 0  |
| 3    | Vålerenga Trolls     | .000 | 0 | 0 | 0 | 0 | 0  | 0  |